# Movilización docente en Chile de 2014
La movilización docente o también denominada paro de profesores, se refiere a una serie de manifestaciones iniciadas en Chile durante junio a diciembre de 2014, realizadas a lo largo de todo el país, por educadores de la educación pública de enseñanza básica y media, como respuesta disidente a la directiva del Colegio de Profesores de Chile, más directamente en contra de su presidente, Jaime Gajardo, y previamente en rechazo de algunas medidas consideradas en la reforma educacional propuesta por Michelle Bachelet.

## Antecedentes
Las primeras movilizaciones surgieron en junio, con paros por fechas determinadas en establecimientos educacionales, extendiéndose a más de 1.200 escuelas y liceos en todo Chile, radicalizándose a partir de comienzos de noviembre con paros indefinidos, marchas y protestas, dejando sin clases a más de 350 mil alumnos.
El 29 de noviembre, la Asamblea de la Confederación de Estudiantes de Chile decidió entregar su respaldo al movimiento de los profesores.